# أوسكار كيلر
أوسكار كيلر (بالإنجليزية: Oscar Keller)‏ هو سياسي أمريكي، ولد في 30 يوليو 1878، وتوفي في 21 نوفمبر 1927 في سانت بول في الولايات المتحدة. حزبياً، نشط في الحزب الجمهوري. وقد انتخب عضو مجلس النواب الأمريكي.